# Online Film Critics Society Awards/Beste Filmmusik
Der Online Film Critics Society Award (OFCSA) für die beste Filmmusik wurde von 1998 bis 2009 und ab 2018 jedes Jahr verliehen.

## Statistik
| Statistik                                     |                                                                   |
| Am häufigsten honorierter Komponist           | Michael Giacchino, Clint Mansell und Jonny Greenwood (je 2 Siege) |
| Am häufigsten nominierter Komponist mit Sieg  | Hans Zimmer (6 Nominierungen)                                     |
| Am häufigsten nominierter Komponist ohne Sieg | Alexandre Desplat (6 Nominierungen)                               |

## Gewinner und Nominierte
Alle Nominierten eines Jahres sind angeführt, der Sieger steht jeweils zuoberst.

### 1998 bis 2009
1998
Pleasantville – Zu schön, um wahr zu sein (Pleasantville) – Randy Newman
Der Prinz von Ägypten – Hans Zimmer
Der Soldat James Ryan (Saving Private Ryan) – John Williams
1999
South Park: Der Film – größer, länger, ungeschnitten – Marc Shaiman
American Beauty – Thomas Newman
Eyes Wide Shut – Jocelyn Pook
Star Wars: Episode I – Die dunkle Bedrohung – John Williams
Eine wahre Geschichte – The Straight Story (The Straight Story) – Angelo Badalamenti
2000
Requiem for a Dream – Clint Mansell
Tiger and Dragon – Tan Dun
Dancer in the Dark – Björk
Gladiator – Hans Zimmer, Lisa Gerrard und Klaus Badelt
O Brother, Where Art Thou? – T-Bone Burnett und Carter Burwell
2001
Mulholland Drive – Straße der Finsternis – Angelo Badalamenti
Der Herr der Ringe: Die Gefährten – Howard Shore
Moulin Rouge – Craig Armstrong und Marius De Vries
Ocean’s Eleven – David Holmes
A.I. – Künstliche Intelligenz – John Williams
2002
Far from Heaven – Elmer Bernstein
Catch Me If You Can – John Williams
Der Herr der Ringe: Die zwei Türme – Howard Shore
Punch-Drunk Love – Jon Brion
Signs – Zeichen – James Newton Howard
2003
Der Herr der Ringe: Die Rückkehr des Königs – Howard Shore
Kill Bill Vol. 1 – RZA
Last Samurai – Hans Zimmer
Lost in Translation – Brian Reitzell und Kevin Shields
Fluch der Karibik – Klaus Badelt
2004
Die Unglaublichen – The Incredibles – Michael Giacchino
Aviator – Howard Shore
Birth – Alexandre Desplat
Vergiss mein nicht! – Jon Brion
Hero – Tan Dun
2005
Brokeback Mountain – Gustavo Santaolalla
King Kong – James Newton Howard
Batman Begins – James Newton Howard und Hans Zimmer
The New World – James Horner
München – John Williams
2006
The Fountain – Clint Mansell
Babel – Gustavo Santaolalla
The Illusionist – Philip Glass
Tagebuch eines Skandals – Philip Glass
Pans Labyrinth – Javier Navarrete
2007
There Will Be Blood – Jonny Greenwood
Abbitte – Dario Marianelli
Die Ermordung des Jesse James durch den Feigling Robert Ford – Nick Cave und Warren Ellis
Into the Wild – Michael Brook, Kaki King und Eddie Vedder
Once – Glen Hansard und Markéta Irglová
2008
The Dark Knight – James Newton Howard und Hans Zimmer
Der seltsame Fall des Benjamin Button – Alexandre Desplat
Milk – Danny Elfman
Slumdog Millionär (Slumdog Millionaire) – A. R. Rahman
WALL·E – Der Letzte räumt die Erde auf – Thomas Newman
2009
Oben – Michael Giacchino
Der fantastische Mr. Fox – Alexandre Desplat
Star Trek – Michael Giacchino
Der Informant! – Marvin Hamlisch
Wo die wilden Kerle wohnen – Carter Burwell und Karen Orzolek

### Ab 2018
2018
If Beale Street Could Talk – Nicholas Britell
Black Panther – Ludwig Göransson
Aufbruch zum Mond (First Man) – Justin Hurwitz
Isle of Dogs – Ataris Reise – Alexandre Desplat
Suspiria – Thom Yorke
2019
Wir – Michael Abels
Joker – Hildur Guðnadóttir
Little Women – Alexandre Desplat
Marriage Story – Randy Newman
1917 – Thomas Newman
2020
Soul – Trent Reznor und Atticus Ross
Da 5 Bloods – Terence Blanchard
Mank – Trent Reznor und Atticus Ross
Minari – Wo wir Wurzeln schlagen – Emile Mosseri
Tenet – Ludwig Goransson
2021
The Power of the Dog – Jonny Greenwood
Dune – Hans Zimmer
Encanto – Germaine Franco
The French Dispatch – Alexandre Desplat
Spencer – Jonny Greenwood
2022
The Banshees of Inisherin – Carter Burwell
Die Aussprache – Hildur Guðnadóttir
Babylon – Rausch der Ekstase – Justin Hurwitz
The Batman – Michael Giacchino
Die Fabelmans – John Williams